# Arrast-Larrebieu
Arrast-Larrebieu je francouzská obec v departementu Pyrénées-Atlantiques. Počet obyvatel klesá; v roce 1962 měla 173 obyvatel, v roce 2009 pouze 102.